# Narganá
Narganá o Yandup es una isla que pertenece a la Comarca de Guna Yala, al noroeste de Panamá. Sobre esta isla se erige la ciudad de Narganá, que lo abarca en su totalidad. Esta ciudad es a su vez la cabecera del corregimiento de Narganá, que abarca el oeste de la comarca.
Forma parte del archipiélago de Guna yala y es de un tamaño reducido; recorrerla sólo toma unos diez minutos. Dada su importancia como cabecera, posee un pequeño hospital y una escuela. La población de la isla consiste en indígenas de la etnia guna.
La isla poblada más cercana, Isla Corazón de Jesús, está conectada con Nargana por un puente.